# Scotch bonnet
«Scotch bonnet» (с англ. — «Шотландская шляпа»), также известный как Bonney pepper и Карибский красный перец (англ. Caribbean red pepper), — сорт перца чили рода Капсикум (Capsicum chinense), названный так по своему сходству с головным убором тэм-о-шентер. Встречается главным образом на островах Карибского моря; в Нигерии, где он называется на языке йоруба Ata rodo; также встречается в Гайане (где он называется Ball-of-fire pepper), на Мальдивских островах (Githeyo mirus), в Панаме (Aji chombo) и Западной Африке. Большинство перцев данного сорта имеют рейтинг жгучести 100 000 — 350 000 единиц по шкале Сковилла. Для сравнения, большинство перцев халапеньо имеют рейтинг жгучести от 2500 до 8000 единиц. Тем не менее, существуют полностью сладкие сорта «Scotch bonnet», называемые Ají dulce, которые выращиваются на некоторых из карибских островов.
Эти перцы используются в национальных кухнях по всему миру для придания остроты многих блюд и зачастую используются в качестве ингредиента в острых соусах и приправах. «Scotch bonnet» обладает более сладким вкусом и более крупной формой плода, отличной от родственного ему хабанеро, с которым его часто путают, и придаёт мясу (свинине/курятине) и другим карибским блюдам жгучий вкус. «Scotch bonnet» в основном используются в национальных кухнях таких стран и регионов как Западная Африка, Антигуа и Барбуда, Сент-Китс и Невис, Ангилья, Доминика, Сент-Люсия, Сент-Винсент, Гренада, Тринидад, Ямайка, Барбадос, Гайана, Суринам, Гаити и острова Кайман. Он также используется в Коста-Рике и Панаме для рецептов карибских блюд, таких как рис и горох, рис и бобы, рондон, saus, ямайские пирожки с говядиной и севиче.
Свежие зрелые «Scotch bonnet» могут иметь цвет от зелёного и жёлтого до красно-алого, однако многие другие сорта этого перца могут созревать до оранжевого, жёлтого, персикового или даже шоколадно-коричневого.

## Галерея

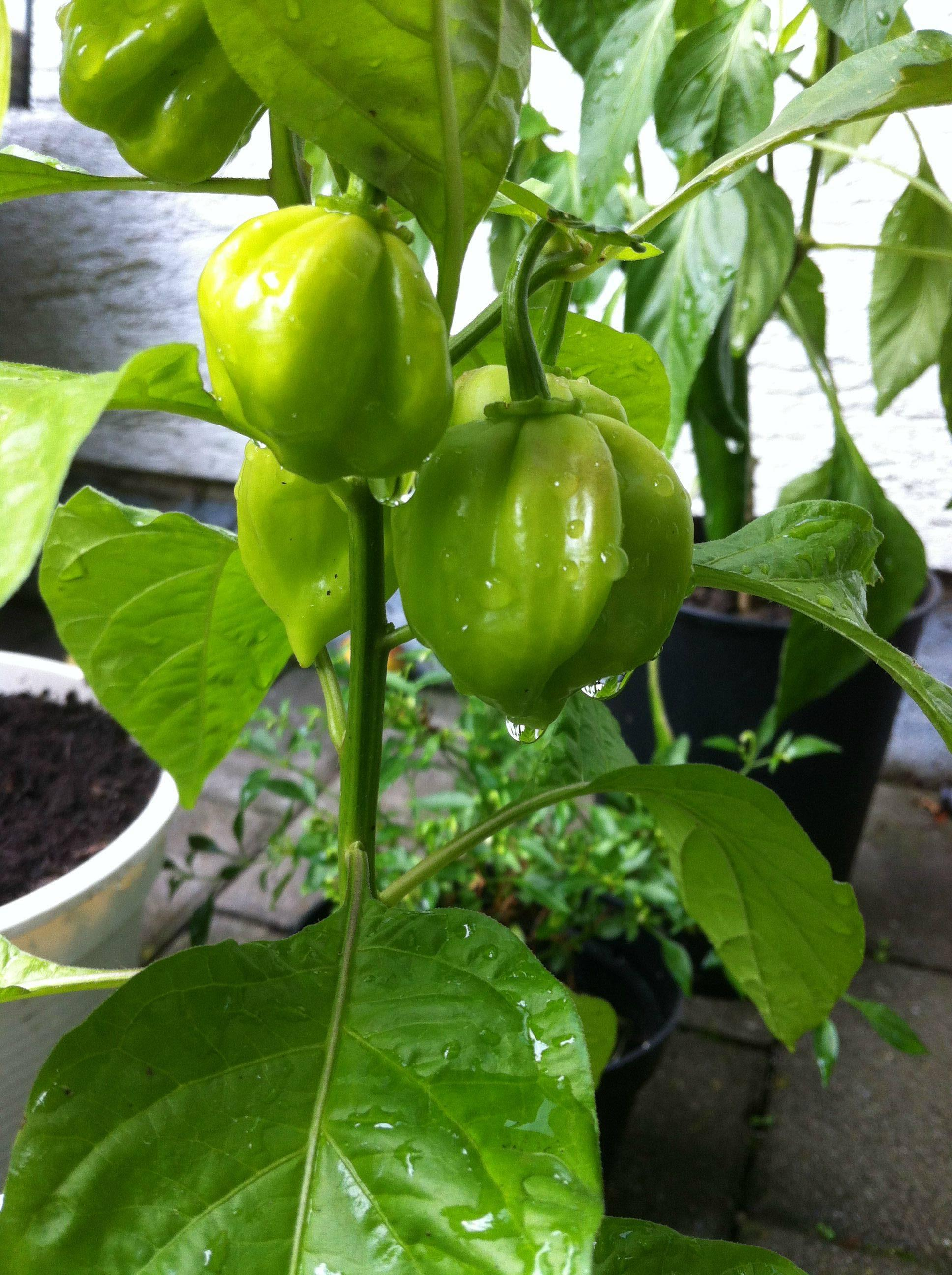
В процессе созревания
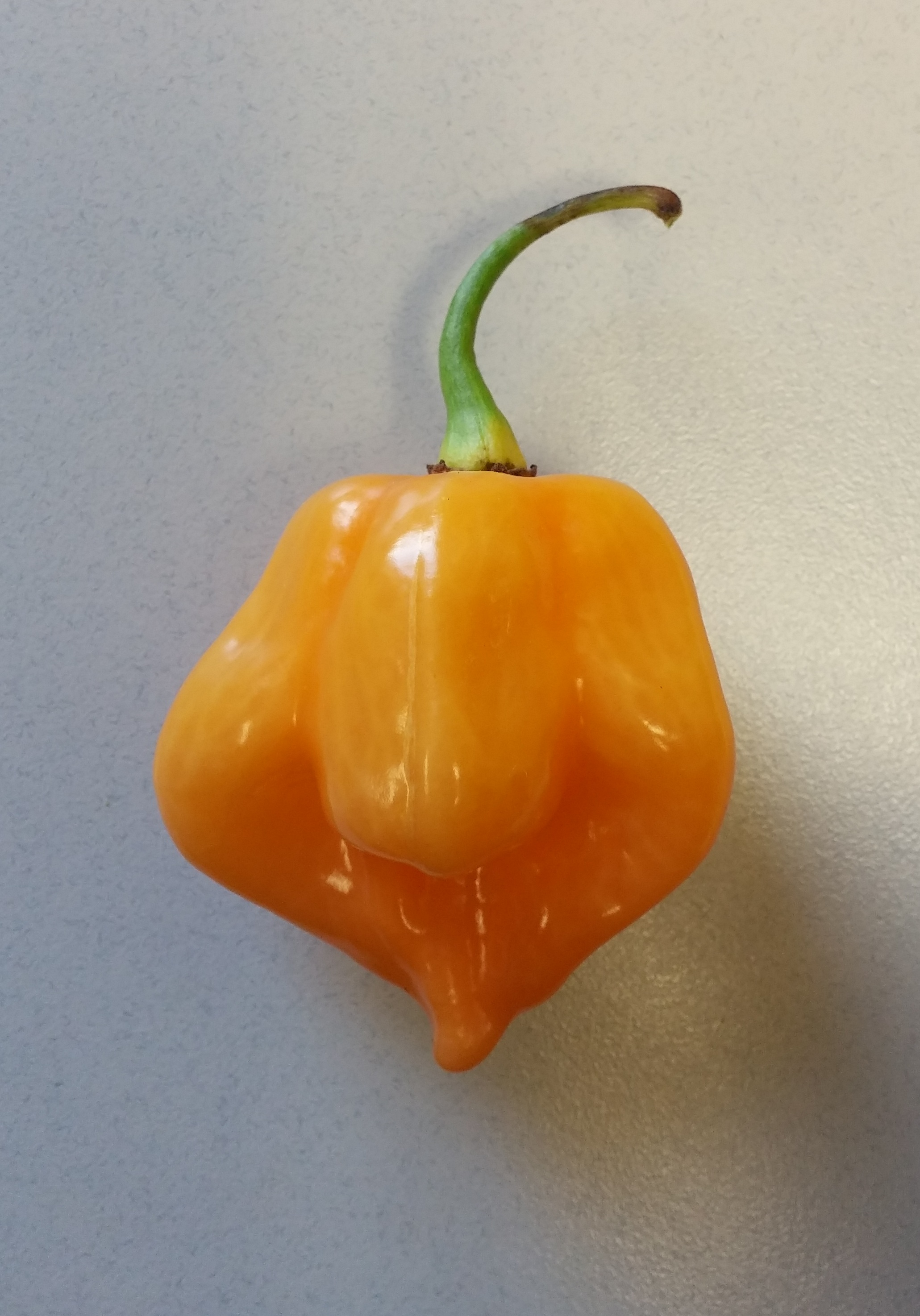
Созревший плод
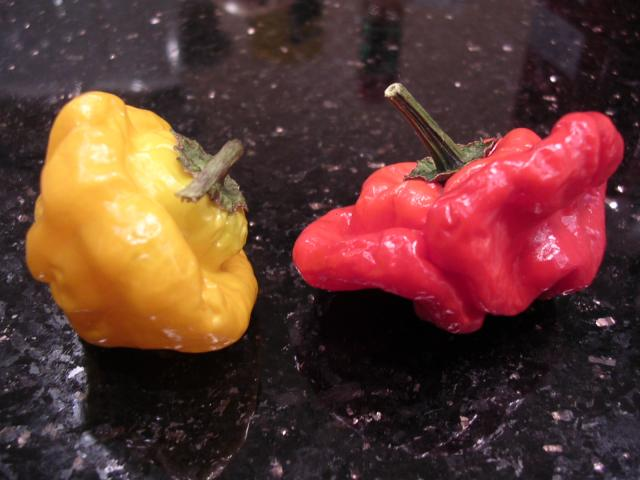
Жёлтый и красный сорта
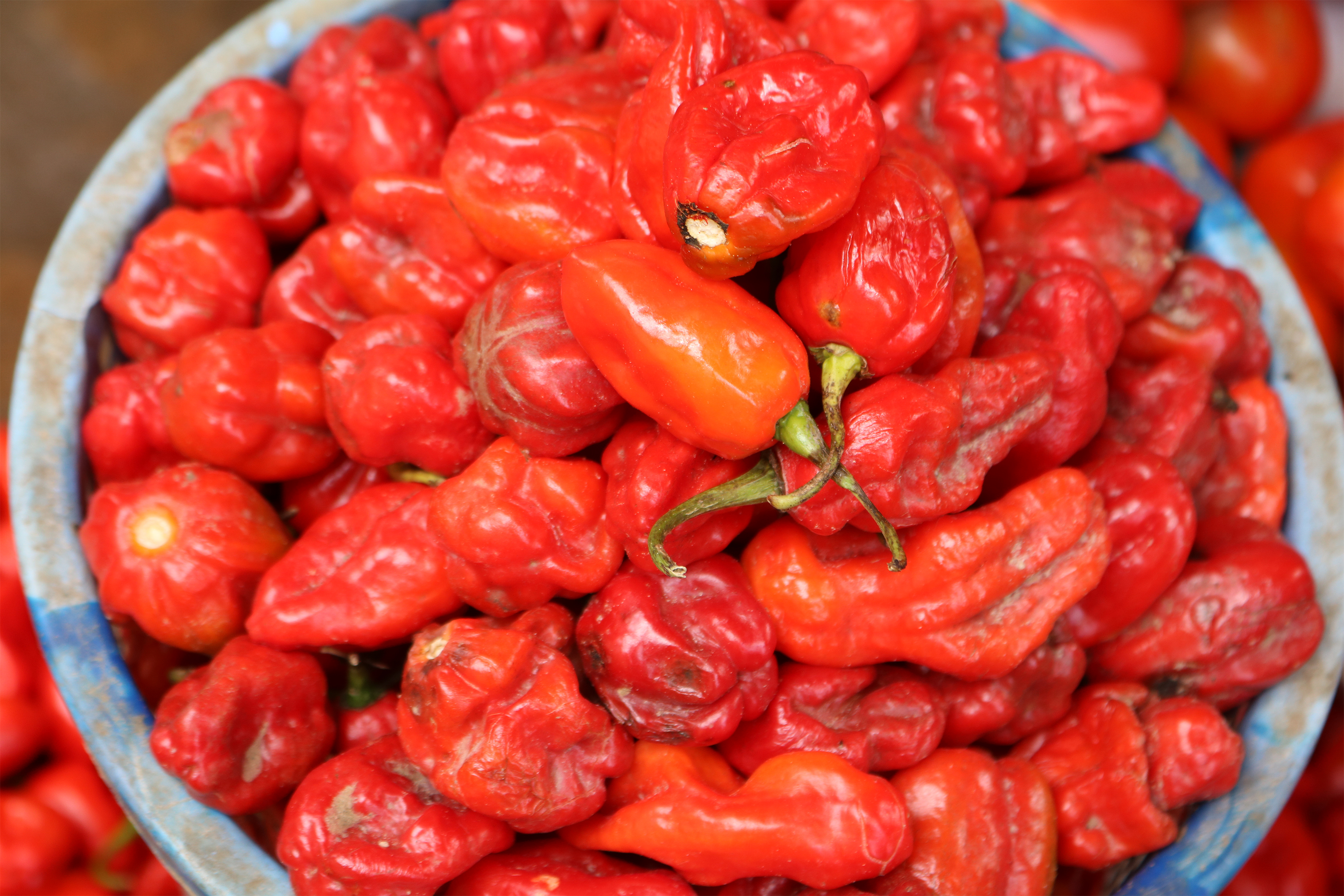